# محمد سعد (لاعب كريكت)
محمد سعد (24 مارس 1990 في باكستان - ) هو لاعب كريكت باكستاني.

## وصلات خارجية
- محمد سعد على موقع إي آس بي آن كريك إنفو (الإنجليزية)